# 小行星7969
小行星7969（英語：7969）是一颗围绕太阳公转的小行星。1997年9月5日，清水義定、浦田武在那智胜浦町发现了此天体。
这颗小行星的绝对星等为281.00496等。